# Пилконосі акули
Пилконосі акули (Pristiophoridae) — єдина родина ряду Пилконосоподібні (Pristiophoriformes), надряду акули. Включає 2 роди та 10 видів.

## Опис
Загальна довжина представників цієї родини коливається від 80 до 170 см. Рило подовжене та сплощене, мечовидної форми з гострими зубами по обидва боки, чим нагадує двосторонню пилку. Звідси походить їхня назва. Мають пару довгих вусиків, зяброві отвори розташовані з боків голови. За зябровими щілинами поділяються роди цих акул — їх 5 або 6. Спина з 2 плавцями, анальний плавець відсутній.

## Спосіб життя
Зустрічаються на глибині 50-500 м. Живляться донними рибами, молюсками та ракоподібними. Звичка сікти пилкою в них вроджена: вриваючись у риб'ячі зграї, завдають швидкі удари носом. Другий метод — «орання» мулу пилкою — дозволяє дістатися до тварин з морського дна. Полюють на рівному дні або на невеликих схилах.
Це яйцеживородні акули. Самиці народжують до 12 дитинчат.
Їхнє м'ясо відзначається гарними смаковими якостями й високо цінується.

## Розповсюдження
Мешкають біля узбережжя південної Африки, в Жовтому, Японському морях, а також біля Австралії.

## Роди
- Рід Pliotrema  Regan, 1906
- Рід Pristiophorus  Müller & Henle, 1837